# Castell d'Alcalá de la Selva
El Castell d'Alcalá de la Selva o Castell dels Heredia és un castell situat a la localitat espanyola d'Alcalá de la Selva, a la província de Terol (Aragó).

## Història
Encara que el seu origen és musulmà, el castell no és citat fins a l'any 1118, quan va ser donat per Alfons I d'Aragó a Lope Juan de Tarassona. A la mort d'aquest monarca la fortalesa va passar de nou a mans musulmanes. La seua reconquesta definitiva es va produir en 1174 per part d'Alfons II d'Aragó, qui el va tornar als Lope Juan de Tarassona, els quals el van cedir a Raimundo, prior d'Ejea, i a l'abadia francesa de la Gran Selva Major. D'aquest fet rep el nom actual la localitat, Alcalá de la Selva.
En 1375 va ser venut pels monjos als Fernándes Heredia, senyor de la baronia de Mora de Rubielos, que el van usar com a residència ocasional.
En 1834 va ser ocupat per les hosts carlines, i va ser atacat i destruït en gran manera pel general Leopoldo O'Donnell.

## Descripció
El castell formava part del sistema defensiu de la població, però ja no queden pràcticament restes de les muralles. Es troba a la part més elevada d'un xicotet turó. El recinte té planta poligonal de 37 per 15 m, amb un pati rectangular de grans dimensions. Tota la fortalesa està construïda amb pedra menuda, reforçada per carreus a les aristes. Compta a una torre mestra de planta irregular, dividida en tres grans sales. La cambra principal està coberta amb una volta de canó apuntat.